# Microchilus minor
Microchilus minor är en orkidéart som beskrevs av Karel Presl. Microchilus minor ingår i släktet Microchilus och familjen orkidéer. Inga underarter finns listade i Catalogue of Life.